# Eduardo Ruiz Contardo
Eduardo Ruiz Contardo (Chillán, 1931-Ciudad de México, 21 de abril de 2011) fue un sociólogo y latinoamericanista chileno. En sus primeros años, compaginó el trabajo académico (Universidad de Chile) con su participación en la Unidad Popular, proyecto político liderado por Salvador Allende. Como consecuencia del Golpe de Estado de 1973, se vio obligado a exiliarse en México, donde mantuvo una intensa actividad política (contribuyó a reorganizar el Partido Socialista de Chile en la clandestinidad) y nuevamente, académica (en la UNAM) hasta su fallecimiento. 
Sus contribuciones sobre las consecuencias sociopolíticas del neoliberalismo en América Latina y muy especialmente sobre lo que él siempre definió como neo-oligarquización son especialmente consideradas.

## Primeros pasos
Creció, desde niño, en un ambiente muy politizado. Cuando apenas cumplió un año tuvo lugar, en su país, la fugaz experiencia de la República Socialista de Chile, un hecho que marcó su vida, sus sueños y sus valores. Otra circunstancia que jamás olvidó fueron los frecuentes encuentros que su padre, masón, organizaba en su propia casa con miembros del exilio republicano español (llegados a Chile a bordo del Winnipeg, barco fletado por Pablo Neruda). 
La convicción que le dejaron ambas experiencias fue que la utopía necesita compromiso y organización, porque implica riesgo.

## Los años de Chile
Ingresó, muy joven, a las Juventudes Comunistas de Chile, de las que terminó siendo expulsado. Optó entonces por el Partido Socialista de Chile, en el que militó hasta su muerte. 
Viajó a Cuba, como delegado universitario, poco después del triunfo de la Revolución Cubana. Ese viaje, también le marcó políticamente durante el resto de su vida, pues no solo profesó siempre un cariño especial hacia el pueblo cubano, sino admiración hacia el valor político de su Revolución que "levantó un país de la nada". 
Participó, desde mediados de la década de los 1960, en el proyecto de "socialismo democrático" ("Vía Chilena al Socialismo") que lideró Salvador Allende. En el marco de dicho compromiso, desarrolló una intensa labor académica e intelectual que le llevó a publicar, entre otras obras, "Génesis histórica del proceso político chileno" (junto a Hugo Zemelman Merino y a Enzo Faletto), todo un clásico que sirvió de punto de referencia a por lo menos dos generaciones de militantes izquierdistas chilenos. En 1968 se doctoró como sociólogo en un programa conjunto de la Sorbona de París y la Universidad de Buenos Aires. La CEPAL de aquellos años fue otra de sus grandes influencias. Hacia 1970 fue nombrado director del Departamento de Sociología de la Universidad de Chile y en 1972, Vicerrector de la Sede Oriente de la Universidad de Chile. Un año después y como consecuencia del Golpe de Estado de 1973 tuvo que exiliarse: primero, en la Panamá de Omar Torrijos y posteriormente en México, país donde residió hasta su fallecimiento.
Es padre del académico de la Universidad de Chile y también latinoamericanista Carlos Ruiz Encina

## Los años de México
En México (país al que fue invitado por Víctor Flores Olea) desplegó una intensa actividad académica pero, también, política. Poco después de llegar fue nombrado director del Centro de Estudios Latinoamericanos de la UNAM, centro que había sido fundado en 1960 por Pablo González Casanova. Contribuyó a darle lustre y a proyectarlo. Se vio favorecido por la situación política que se estaba viviendo en América del Sur donde, como consecuencia de la Operación Cóndor, se desató una pertinaz persecución política contra cualquier expresión de izquierda. El CELA, dirigido por Ruiz Contardo, recibió entonces a multitud de académicos e intelectuales sudamericanos (como Agustín Cueva, Sergio Bagú, Ruy Mauro Marini, Theotonio dos Santos, Gregorio Selser, René Zavaleta o Atilio Borón, entre otros).
Entre 1979 y 1982 dirigió el Departamento de Sociología de la UNAM.
Políticamente hablando, contribuyó a reorganizar el Partido Socialista de Chile en la clandestinidad. Durante años, viajó incansablemente por toda América Latina promoviendo propaganda en contra de la dictadura de Augusto Pinochet y ayudando a sus compatriotas a escapar de Chile y a refugiarse en países vecinos. En México, fue fundador y Presidente de la Asociación Salvador Allende Gossens de exiliados chilenos.

## Aportaciones académicas
Durante su carrera trabajó muchos temas aunque, sus aportaciones más preciadas, fueron las que realizó en torno a las consecuencias sociopolíticas del neoliberalismo en América Latina y muy especialmente al proceso de neo-oligarquización que, según él, comenzó a producirse en la región a partir de la década de los 1980. 
Su visión de la sociología como una ciencia social que debe enfocarse en el estudio de la exclusión para, a partir de ahí, ir construyendo e interpretando procesos, también es digna de consideración. Ruiz Contardo siempre criticó lo que llamó sociologismo, es decir, 'la sociología por la sociología': los ejercicios gratuitos de exégesis de autores extranjeros que, aunque pueden ser aplicados (o no) al estudio de realidades locales, en la medida en la que no parten de un reconocimiento de la realidad a la que se enfrentan, no ahondan en el conocimiento de la 'condición humana' que, según Ruiz Contardo, es la verdadera razón de ser de la disciplina. 
También deben ser reseñados sus trabajos sobre el clientelismo, el militarismo, el comportamiento político y la Universidad pública. Otra de sus preocupaciones constantes fue lo que definió como Condición Exiliar. 
Durante su vida académica dirigió una cincuentena de trabajos y tesis. Impartió clases, prácticamente, hasta el final.

## Investigaciones
-      Efectos del modelo de acumulación neoliberal. Recuento de sus daños e intenciones refundacionales.
-      Gobernabilidad y democracia: los obstáculos neoliberales para el desarrollo democrático.
-	Los excluidos del proceso de industrialización en la globalización en América Latina y el Caribe.
-	De la dominación oligárquica a la Neo-oligarquización.
-      El acoso a la Universidad pública y a la educación gratuita. 
-      Transformaciones en los sistemas políticos por efecto del neoliberalismo en América Latina.
-	La producción de bienes y servicios básicos en América Latina.
-	Conflictos y luchas en América Latina.
-	Vigencia del corporativismo en la participación política popular en América Latina.
-	Corporativismo y participación popular en América Latina.
-	Crisis capitalista y conflictos políticos en América Latina.
-	Militarismo y estructura de poder en América Latina.
-	El desarrollo político y el conflicto de clase en Chile a partir de 1920.
-	La inserción en el sistema productivo y el comportamiento político de los habitantes de las áreas ecológicas marginales.
-      Génesis histórica del proceso político chileno.

## Aficiones
Fue un gran admirador de la obra de intelectuales como Roberto Bolaño, Albert Camus, Ernest Hemingway, Pablo Neruda  o David Alfaro Siqueiros

## Circunstancias
- En 1962 se licenció en Derecho por la Universidad de Chile.
- En 1973, poco antes del Golpe de Estado, siendo director de la Sede Oriente de la Universidad de Chile invitó a Salvador Allende a inaugurar el curso con una conferencia magistral. La intervención del entonces Pte. de la República versó sobre las distintas posibilidades de inserción de la actividad investigadora en la actividad académica. Su discurso fue muy propicio ya que, en ese momento, había un debate en la sociedad chilena sobre la conveniencia o no de adoptar un modelo investigador parecido al soviético, basado en las Academias de Ciencias. Pablo Neruda se refiere a aquella sesión citando al "profesor magistral" Allende y al Vicerrector Ruiz.
- Idolatró, desde joven, la figura de Humphrey Bogart.
- Siempre tuvo predilección por la homeopatía.
- En un acto de homenaje hacia su figura, celebrado en la UNAM el 25 de mayo de 2011, se leyeron mensajes de condolencia provenientes de países como Argentina, Brasil, Chile, España, Perú o Taiwán.
- El Seminario Permanente del Centro de Estudios Latinoamericanos de la UNAM lleva su nombre.